# Tossal del Moro (Batea)
El Tossal del Moro és una muntanya de 261 metres que es troba al municipi de Batea, a la comarca de la Terra Alta.